# Néstor García Veiga
Néstor Jesús García Veiga (Arrecifes, 27 marzo 1945) è un pilota automobilistico argentino.
Già noto come brillante pilota nelle gare sudamericane e partecipante anche alle competizioni internazionali di durata come la 24 Ore di Daytona e la 24 Ore di Le Mans, venne iscritto dalla squadra Berta ai primi due Gran Premi della stagione 1975, ma non vi prese parte a causa della non partecipazione del team argentino agli eventi.
Tornò in seguito alla guida in campionati Turismo ed Endurance.